# 도네 루이
도네 루이(일본어: 利根 瑠偉, 1993년 2월 15일~)는 일본의 축구 선수이다.

## 구단 경력
그는 2015년 일본 풋볼 리그의 베르스파 오이타에 입단했다. 2022년까지 196경기에 출전하여, 31득점을 넣었다. 2023년 J3리그의 FC 오사카로 이적했다.